# گرمای مسکو
گرمای مسکو (به انگلیسی: Moscow Heat) یک فیلم اکشن روسی محصول سال ۲۰۰۴ به کارگردانی جف سلنتانو است.

## بازیگران
- مایکل یورک در نقش راجر چمبرز
- الکساندر نوسکی در نقش ولاد استپانوف
- ریچارد تایسون در نقش نیکولای کلیموف
- رابرت مادرید در نقش رودی سوزا
- اندرو دیوف در نقش ادوارد وستون
- یوآنا پاتسوا در نقش ساشا
- آدریان پل در نقش اندرو چمبرز
- الکساندر ایزوتوف در نقش پودپولکونیک
- ماریا گلوبکینا در نقش ماشا
- الکساندر بلیاوسکی در نقش ددوشکا ولادا
- سرگئی گوروبچنکو در نقش اولگ
- گنادی ونگروف در نقش شیشوف
- جف سلنتانو در نقش دنیس